# Palmeiras Foot Ball Club
O Palmeiras Foot Ball Club foi um clube brasileiro de futebol da cidade de Belo Horizonte, no estado de Minas Gerais que tinha sua sede localizada no antigo Bairro do Quartel da Polícia Militar, atual bairro Santa Efigênia. Seu campo de treinamento era em uma das quadras da Rua Grão Pará e sua sede social era na Avenida Brasil n° 339.
Disputou os estaduais (antigos Campeonatos da Cidade) de 1920 pela Série B e em 1921, pelo Torneio Eliminatório da Série A, perdeu o confronto contra o Palestra Itália por 4 a 1 e retornou à Série B de 1922 onde foi o campeão e figurou entre os principais clubes da Série A entre 1923 e 1930, sua última participação, ainda no amadorismo.
No ano de 1922 foi noticiado pelo "Jornal A Noite" mais precisamente no dia 28 de Março, a conquista do Palmeiras do Torneio Inicio da Série B e o Vice Campeão ficando com o Guarany de Belo Horizonte.
O maior feito dos rapazes das camisas pretas foi a conquista do Vice campeonato mineiro de 1926 pela Liga Mineira de Desportos Terrestres, ficando à frente do então decacampeão América, perdendo o título para o Atlético. O Palestra Itália disputou outra liga paralela neste ano.

## Títulos
- Vice-campeão Mineiro: 1926.
- Campeão Mineiro Série B: 1922.
- Campeão do Torneio Início: 1921 e 1922.  Série B